# The Detective's Santa Claus
The Detective's Santa Claus è un cortometraggio muto del 1913. Il nome del regista non viene riportato nei titoli.
La protagonista è l'attrice Lillian Lorraine, famosa protagonista delle Ziegfeld Follies, in uno dei pochi film che interpretò negli anni dieci.

## Produzione
Il film fu prodotto dall'Eclair American.

## Distribuzione
Distribuito dall'Universal Film Manufacturing Company, il film uscì nelle sale cinematografiche degli Stati Uniti il 14 gennaio 1913.